# Bibinje
Bibinje (olaszul: Bibigne) falu és község Horvátországban Zára megyében.

## Fekvése
Zára központjától légvonalban 6 km-re, közúton 8 km-re délkeletre, Dalmácia északi részén, a Velebit-csatorna partján fekszik.

## Története
Bibinje története a 11. századig vezethető vissza, amikor „Tochinia” néven királyi birtok volt. Erről IV. Krešimir horvát király 1066-ban kibocsátott adománylevele tanúskodik, melyben a zárai bencés kolostor alapítása alkalmából a bibinjei birtokot adományozza a čiki apátságnak. Ebben az időben a bibinjeiek még a zárai nagybirtokosok jobbágyai voltak. Bibinjét mai nevén 1214-ben említik először „Bibanum” néven, mely nevet egy Vibius nevű római veteránról kapta, akinek egykor a mai bibinjei félszigeten villagazdasága (villa rustica) volt. Bibinje keletkezéséről nem maradt fenn írásos dokumentum, de a népi hagyomány szerint eredetileg a mai település feletti magaslaton (pontosabban a dombokkal övezett bibinjei mezőn) állt. Ennek a területnek a központját ma Petrinának nevezik, mely nevet a 8. században épített Szent Péter templomáról kapta. A 15. századtól megkezdődtek a török támadások és a település lakóira nagyon nehéz időszak következett. A török támadásokat megelőzően már pestisjárvány is szedte áldozatait, mely elől az akkori Stomorin, a mai Petrina lakói arra a félszigetre húzódtak, amelyen a mai bibinjei ófalu áll. A török elleni védelem céljából 1468-ban a velencei hatóságok tornyokkal megerősített védőfalat emeltek a félszigetnek az északi, Jaz-öböl és Kaštelić felőli oldalára. A ciprusi és a kandiai háború idején Bibinjét felgyújtották és lerombolták. Az 1527-es összeírás szerint a település két részből, Velike- és Male Bibinjéből állt. Velike Bibinje a 42 lakossal a félsziget végében (a mai Puntán) feküdt. Legrégibb része a biogradi bencések által épített Keresztelő Szent János templom körül alakult ki. Male Bibinje a főként Petrinából érkezett 49 lakossal a járványok és éhség védőszentjének Szent Rókusnak szentelt templom körül fejlődött. A török elleni harcok helyi hőse Stipan Sorić bibinjei plébános volt, aki nemcsak a zárai térség, hanem egész Dalmácia és Lika török alóli felszabadításának szentelte életét és aki a likai Ribniknél halt hősi halált 1648-ban. Bibinjéről több pap és szerzetes is származik, akik sikerrel őrizték a hitet a nemzettudatot a nép körében. Közülük néhányan az újabb időkből is ismertek, mint Ante Fuzul, Miho Levali, Petar Spanić és Marko Sikirić atyák.
Bibinje 1797-ig a Velencei Köztársaság része volt, majd miután a francia seregek felszámolták a Velencei Köztársaságot osztrák csapatok szállták meg. 1809-ben az Első Francia Császárság Illír Tartományának része lett. 1815-ben a bécsi kongresszus újra Ausztriának adta, amely a Dalmát Királyság részeként Zárából igazgatta 1918-ig. A településnek 1880-ban 375, 1910-ben 629 lakosa volt. Az első világháborút követően előbb a Szerb-Horvát-Szlovén Királyság, majd Jugoszlávia része lett. 2011-ben 3985 lakosa volt, akik főként mezőgazdasággal, állattenyésztéssel és turizmussal foglalkoztak.

## Lakosság
| Lakosság változása | Lakosság változása | Lakosság változása | Lakosság változása | Lakosság változása | Lakosság változása | Lakosság változása | Lakosság változása | Lakosság változása | Lakosság változása | Lakosság változása | Lakosság változása | Lakosság változása | Lakosság változása | Lakosság változása | Lakosság változása |
| ------------------ | ------------------ | ------------------ | ------------------ | ------------------ | ------------------ | ------------------ | ------------------ | ------------------ | ------------------ | ------------------ | ------------------ | ------------------ | ------------------ | ------------------ | ------------------ |
| 1857               | 1869               | 1880               | 1890               | 1900               | 1910               | 1921               | 1931               | 1948               | 1953               | 1961               | 1971               | 1981               | 1991               | 2001               | 2011               |
| 426                | 485                | 538                | 659                | 738                | 357                | 1.100              | 1.158              | 1.530              | 1.684              | 2.053              | 2.590              | 3.065              | 3.777              | 3.923              | 3.985              |

## Nevezetességei
- Szent Rókus tiszteletére szentelt temploma,[6] amely a település fő jelképének is mondható a 16. században épült a félsziget déli szegletében közvetlenül a falak mellett. A népi emlékezet máig megőrizte, hogy az egykori szörnyű járványok idején építették, hogy megvédje a település lakóit. Érdekessége a nemesi sírhelyek belső elrendezése.[7] A templom egyhajós épület sekrestyével és három oltárral. A főoltár képe a Szűzanyát ábrázolja Szent Rókus és Szent Simon társaságában. A falmélyedésekben a Lourdes-i Szűzanya, Szent Rókus, Jézus szíve, Szent József és Szent Antal szobrai láthatók. A homlokzat feletti harangépítményben két harang látható.[3]
- A Sasavac-hegy lábánál található az új nagy temető. Itt építették fel 1995-ben a Szentlélek-templomot. A templom apszisában kőoltár áll, melynek elülső oldalán jellegzetes horvát fonatos díszítésű kereszt látható.[7]
- A Keresztelő Szent János templomot a 15. század elején építették akkori lakói a bibinjei félsziget közepén, mely köré temetkeztek. 1995-ben az épületet felújították és egyházi tárgyakból rendeztek be itt kiállítást.[7] A fából faragott felújított oltárán középen a Szűzanya gyermekével, oldalt Szent Péter és Szent János látható.
- A Nagyboldogasszony tiszteletére szentelt új plébániatemplomot két kísérlet után (1940 és 1966) végül 1985-ben sikerült felépíteni. Öt harangját 1988-ban vásárolták.[7] Egyhajós épület sekrestyével, kriptával, atombiztos óvóhellyel. Oltára kőből készült, a szentélyben a Nagyboldogasszony szobra látható, a szentségtartó intarziája Milan Nadinić alkotása P. Ker atya ajándéka.[3]
- A puntai Keresztelő Szent János vértanúsága tiszteletére szentelt templom egyhajós épület, félköríves apszissal. A biogragi bencések építették a 12. században, a bibinjeiek 1990-ben újították fel.[7]
- A térség legrégibb temploma a 8. századi petrinai Szent Péter templom maradványait a zárai régészeti múzeum munkatársai tárták fel Miro Jurić vezetésével. A megmaradt rossz állagú falakat konzerválták. A templom a török korban pusztult el. A falu lakói a mai Bibinje területére menekültek. Az 1920-as években az olaszok a templom apszisában betonbunkert építettek, mely a maradványok további pusztulásához vezetett.[8]
- A Biba-Jader (Vrána-Zára) római akvadukt maradványai a Lonić településrészen.[9]